# Estrildidae
Los estríldidos componen una familia de aves paseriformes, distribuidas por las zonas intertropicales de Asia, África y Australasia. Son pájaros de pequeño tamaño y picos cónicos. Se alimentan principalmente de semillas que descascarillan con sus picos cortos pero robustos. A pesar de tener una gran variedad de colores y patrón de plumaje, sus conductas son muy similares.
Todos los estríldidos construyen nidos cerrados y ponen entre cinco y diez huevos. Algunos géneros sufren el parasitismo de puesta de las viuditas.
La mayoría son sensibles al frío y requieren un clima cálido, aunque algunos viven en climas templados, como los que existen al sur de Australia.

## Géneros

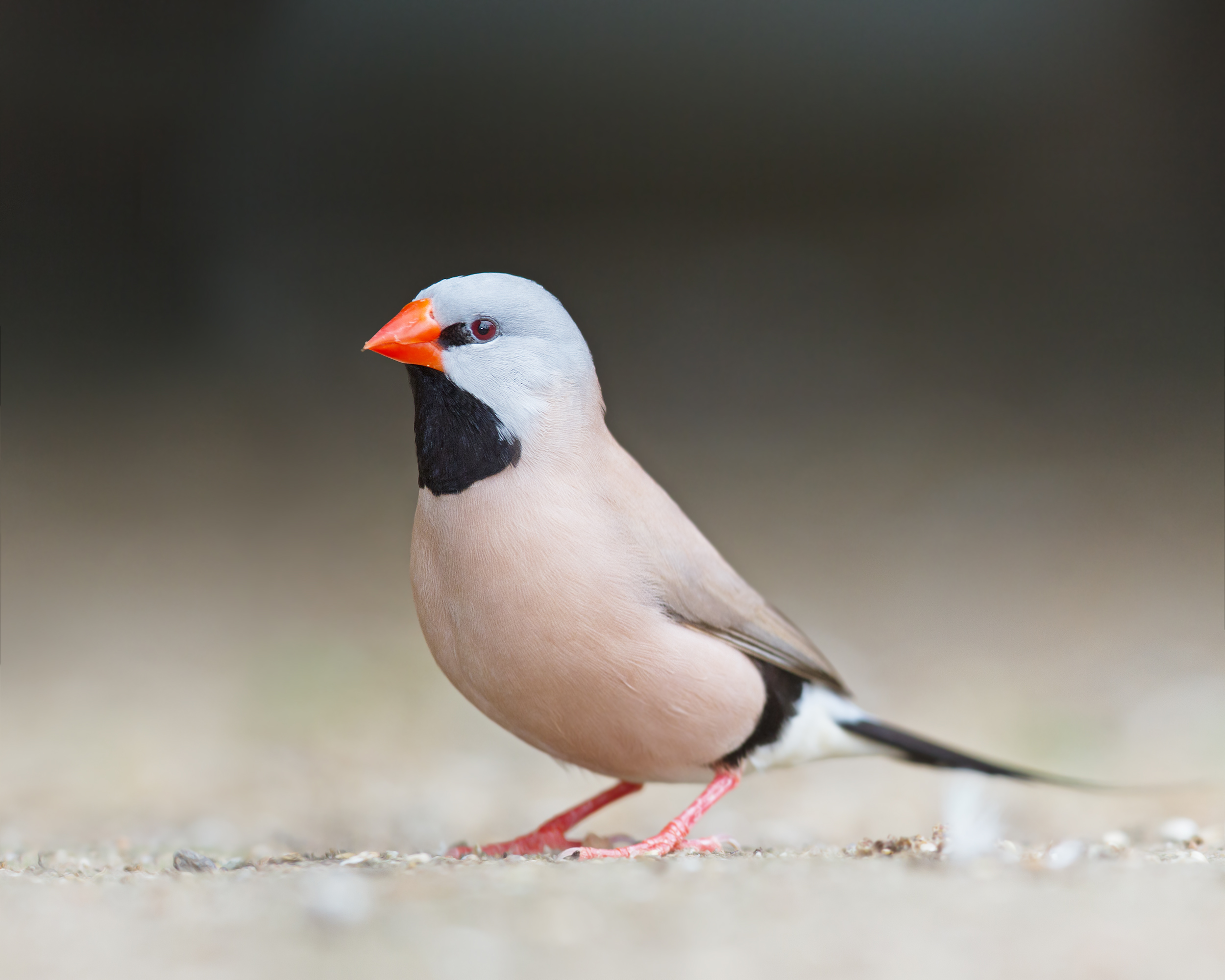
Poephila acuticauda.

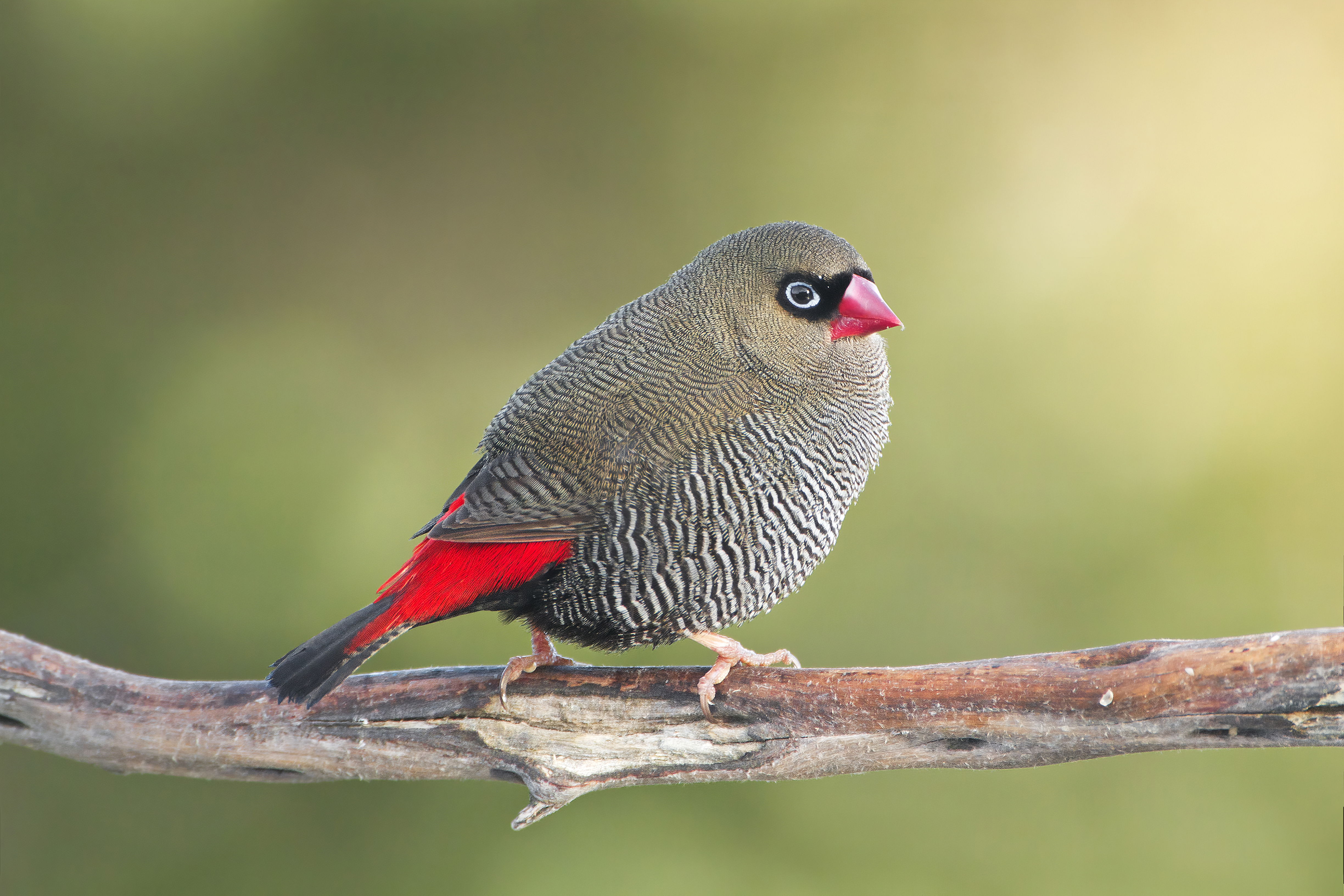
Stagonopleura bella.

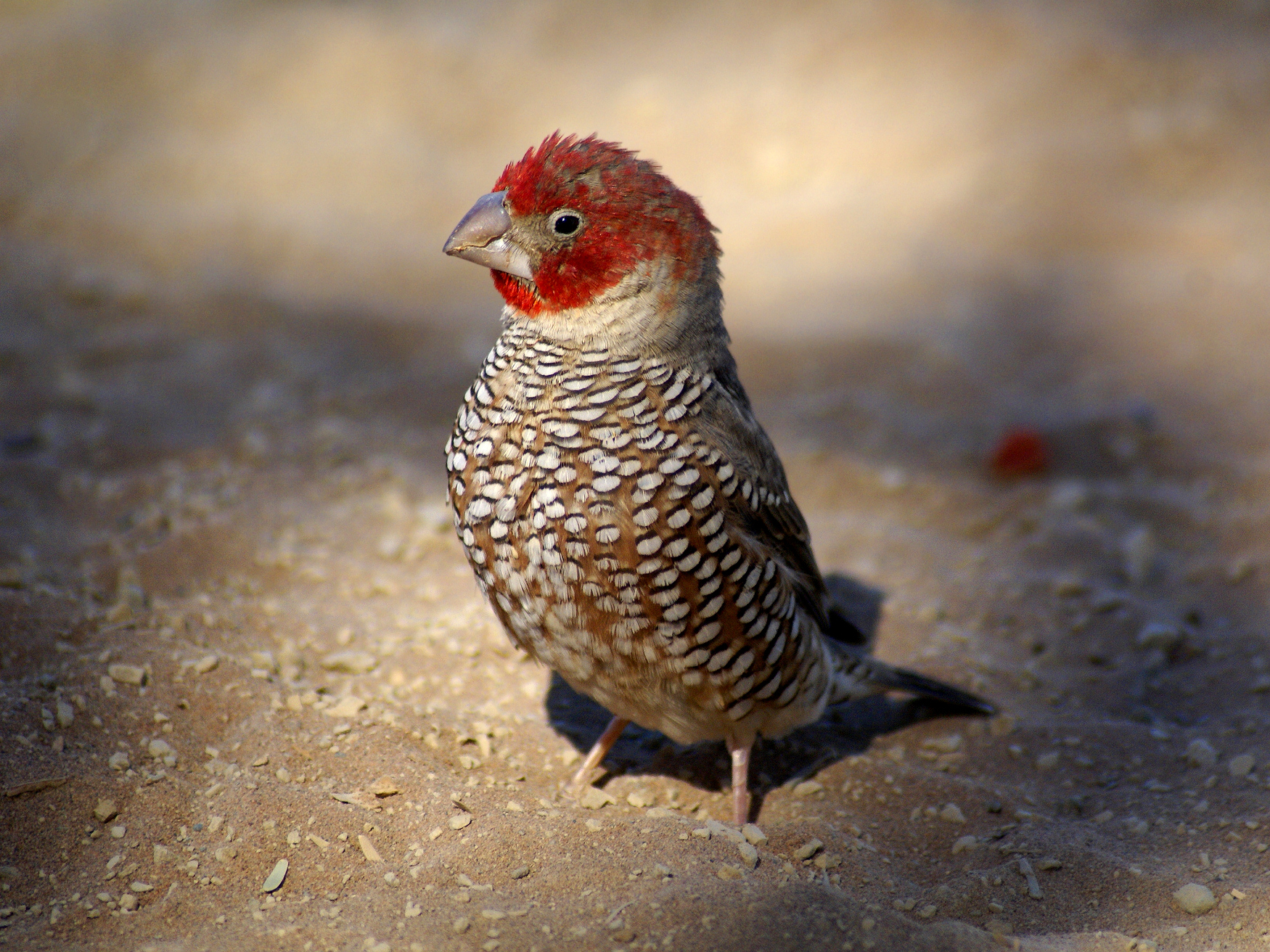
Amadina erythrocephala.

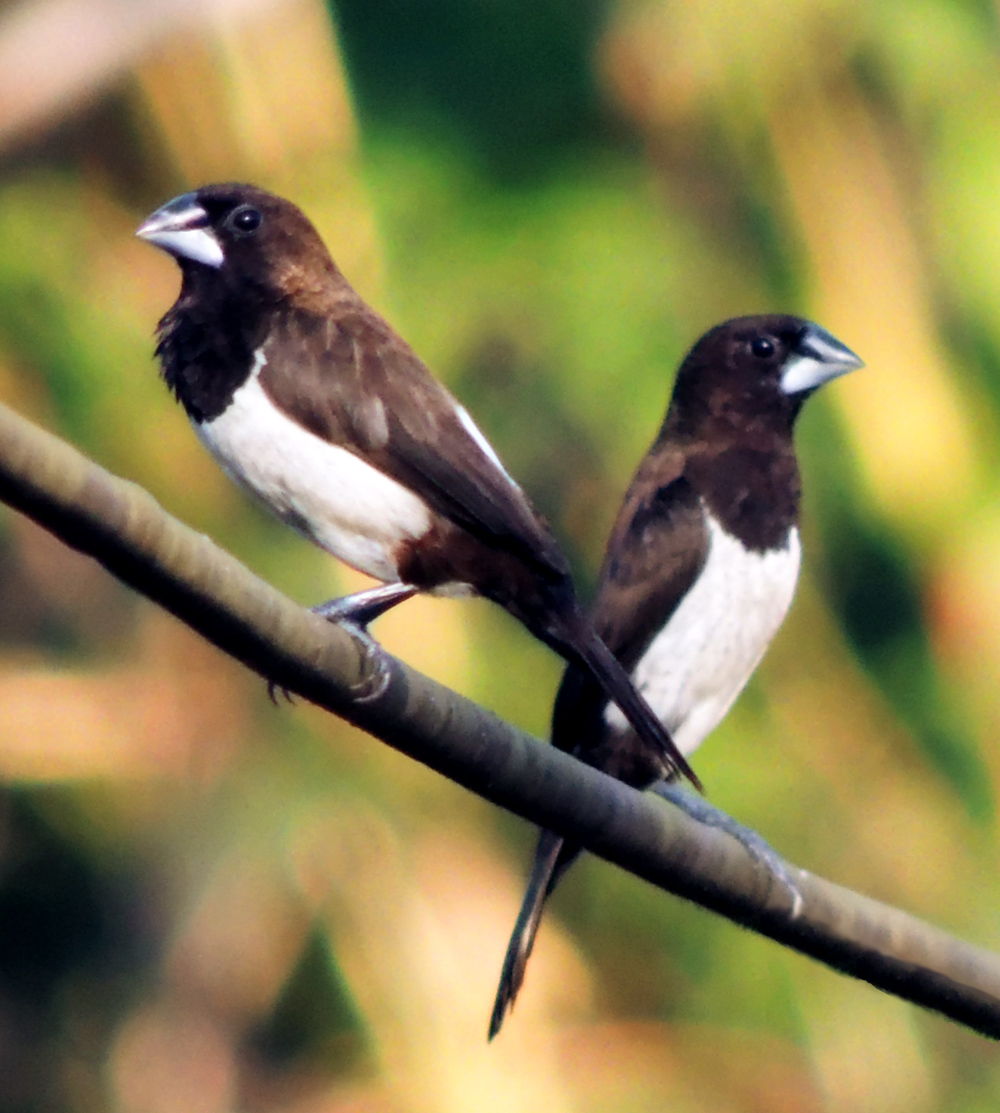
Lonchura striata.

La familia contiene treinta y dos géneros:
- Amadina;
- Amandava;
- Clytospiza;
- Coccopygia;
- Cryptospiza;
- Emblema;
- Erythrura;
- Estrilda;
- Euodice;
- Euschistospiza;
- Heteromunia;
- Hypargos;
- Lagonosticta;
- Lepidopygia;
- Lonchura;
- Mandingoa;
- Neochmia;
- Nesocharis;
- Nigrita;
- Odontospiza;
- Oreostruthus;
- Ortygospiza;
- Paludipasser;
- Parmoptila;
- Poephila;
- Pyrenestes;
- Pytilia;
- Spermophaga;
- Stagonopleura;
- Taeniopygia;
- Uraeginthus.

## Origen deEstrildinae
Según estudios filogeográficos:
- Los estríldidos son un grupo monofilético con politomías que comprende pájaros africanos, asiáticos y australianos.
- Este grupo puede haber empezado a evolucionar en el Mioceno (hace unos 16.5 millones de años)
- Esta fecha coincide con el inicio de la radiación de los fringílidos y también con el levantamiento definitivo de la cordillera del Himalaya y de la meseta tibetana, causado por una fuerte colisión de la placa tectónica india; esto estableció el régimen actual de monzones en Asia y otros cambios climáticos importantes, como un clima más seco en la meseta tibetana y los desiertos de China.
- El grupo más primitivo comprende especies africanas, asiáticas y australianas. Esto sugiere que toda la radiación de los estríldidos habría aparecido en torno a India, y posteriormente se dispersó hacia hábitats de África y océano Pacífico.[6]

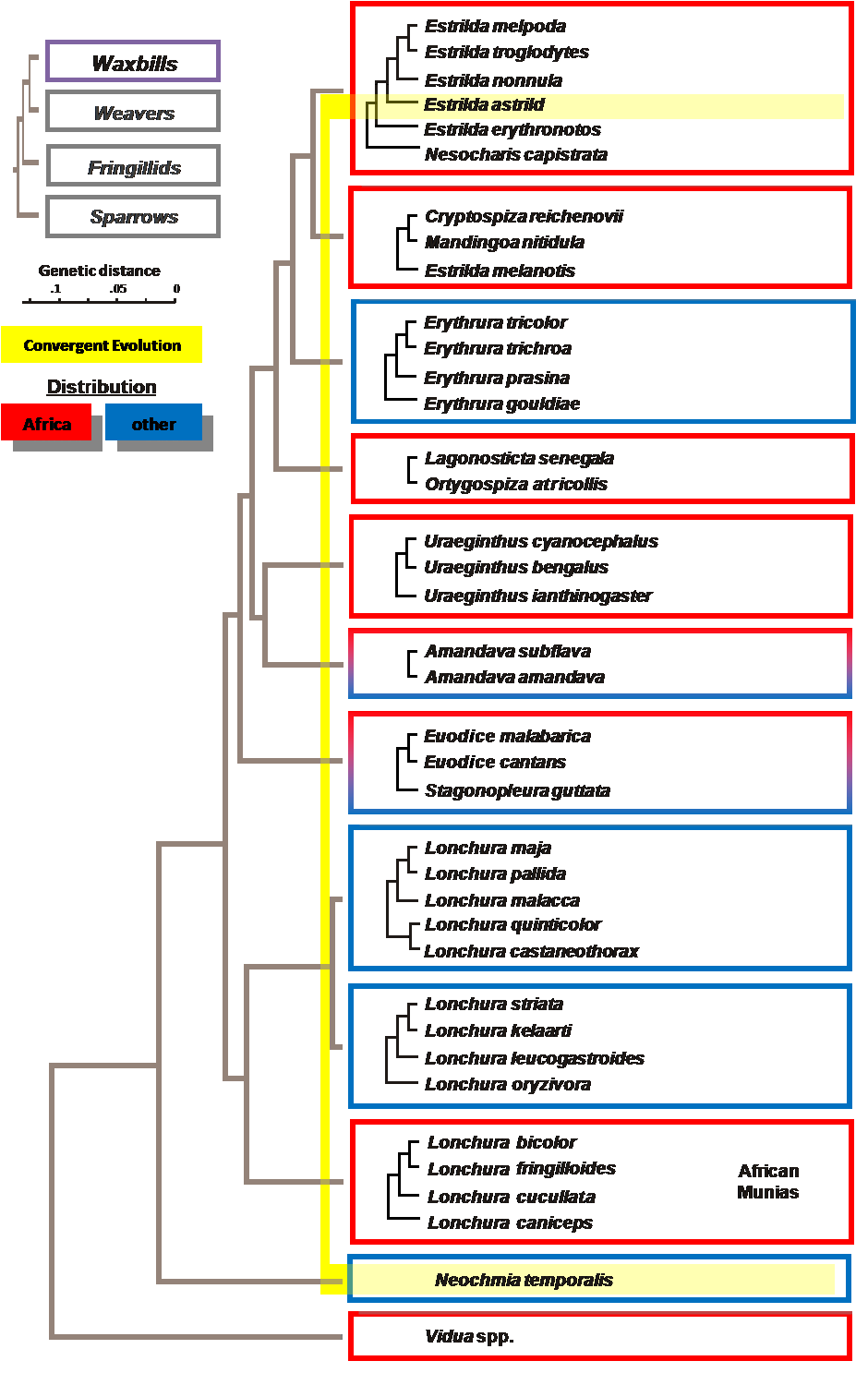
Árbol filogenético de los estríldidos.